# Iglesia del Sagrado Corazón de Jesús (Vilna)
La iglesia del Sagrado Corazón de Jesús (en lituano: Švč. Jėzaus Širdies bažnyčia) es un edificio religioso católico que localizado en Vilna, Lituania.

## Historia
Las visitandinas llegaron a Wilno en 1694 y construyeron este convento bajo la protección de Augusto II de Polonia, durante la primera mitad del siglo XVIII.  La iglesia fue parte del complejo del monasterio de la Orden de la Visitación de Santa María. En 1772 había veinte monjas, y fue la primera iglesia en Mancomunidad polaco-lituana dedicada al Sagrado Corazón de Jesús.
El convento fue cerrado en 1863 por las autoridades imperiales rusas tras el levantamiento de Enero y entregado en 1865 a la iglesia ortodoxa, que trajo monjas de Moscú. Estos tenían la iglesia dedicada a Santa María Magdalena y su interior fue rediseñado para satisfacer las necesidades de la liturgia ortodoxa, con elementos neobizantinos.
La orden de la Visitación regresó a Wilno en 1919 y las monjas restauraron el convento y la iglesia. Fueron expulsados por las autoridades de la República Socialista Soviética de Lituania después de la Segunda Guerra Mundial. Más tarde fue parte del complejo de la Institución Correccional de Vilna.
Sin embargo, en 2007 la iglesia y el monasterio fueron devueltos a la Iglesia católica lituana y en 2012 las monjas establecieron un hospicio, cuando los edificios estaban ya en malas condiciones.

## Galería

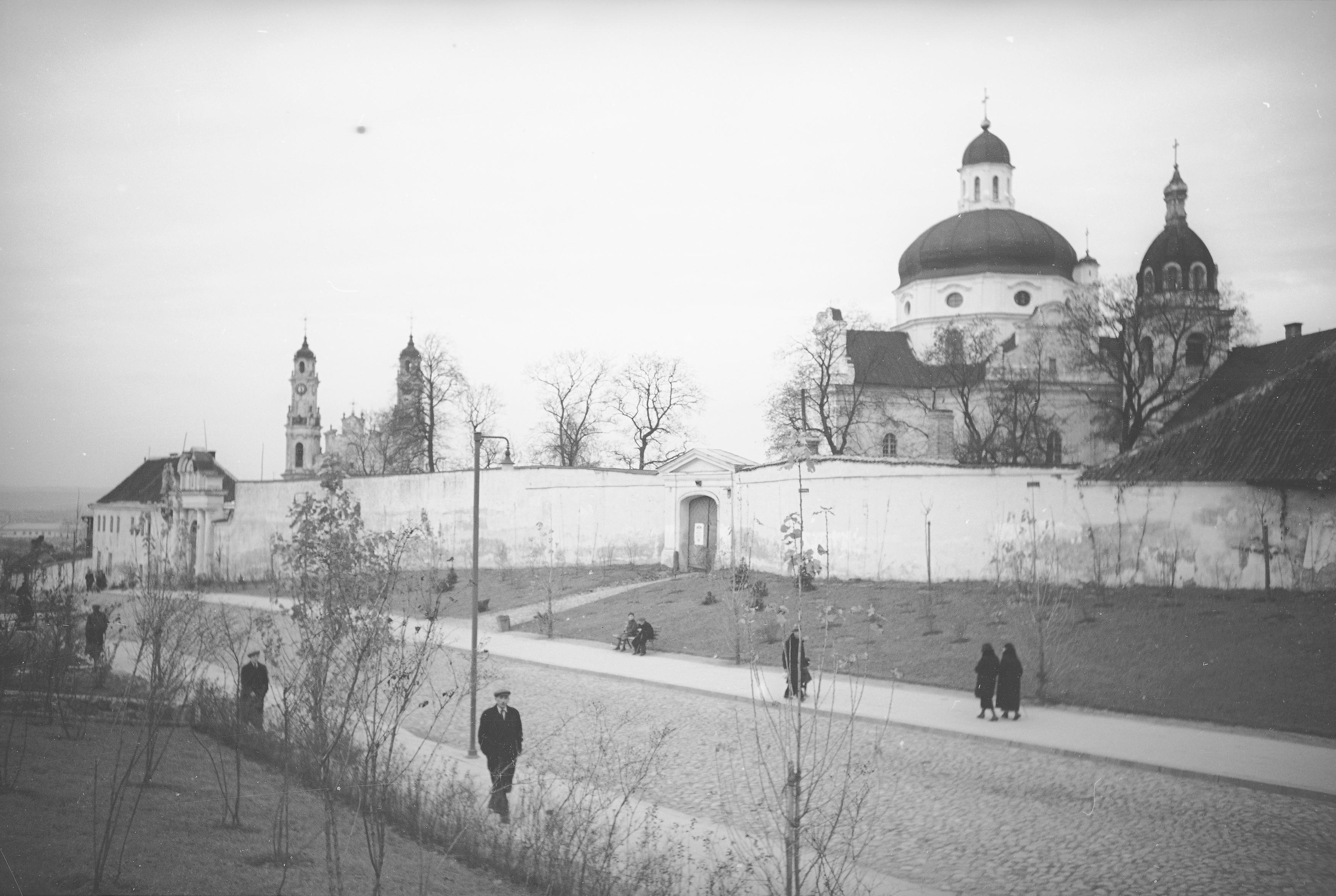
Vista del monasterio antes 1915
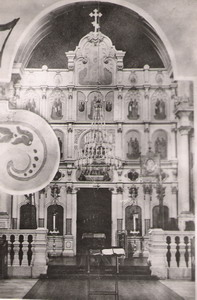
Interior de la iglesia antes de 1915
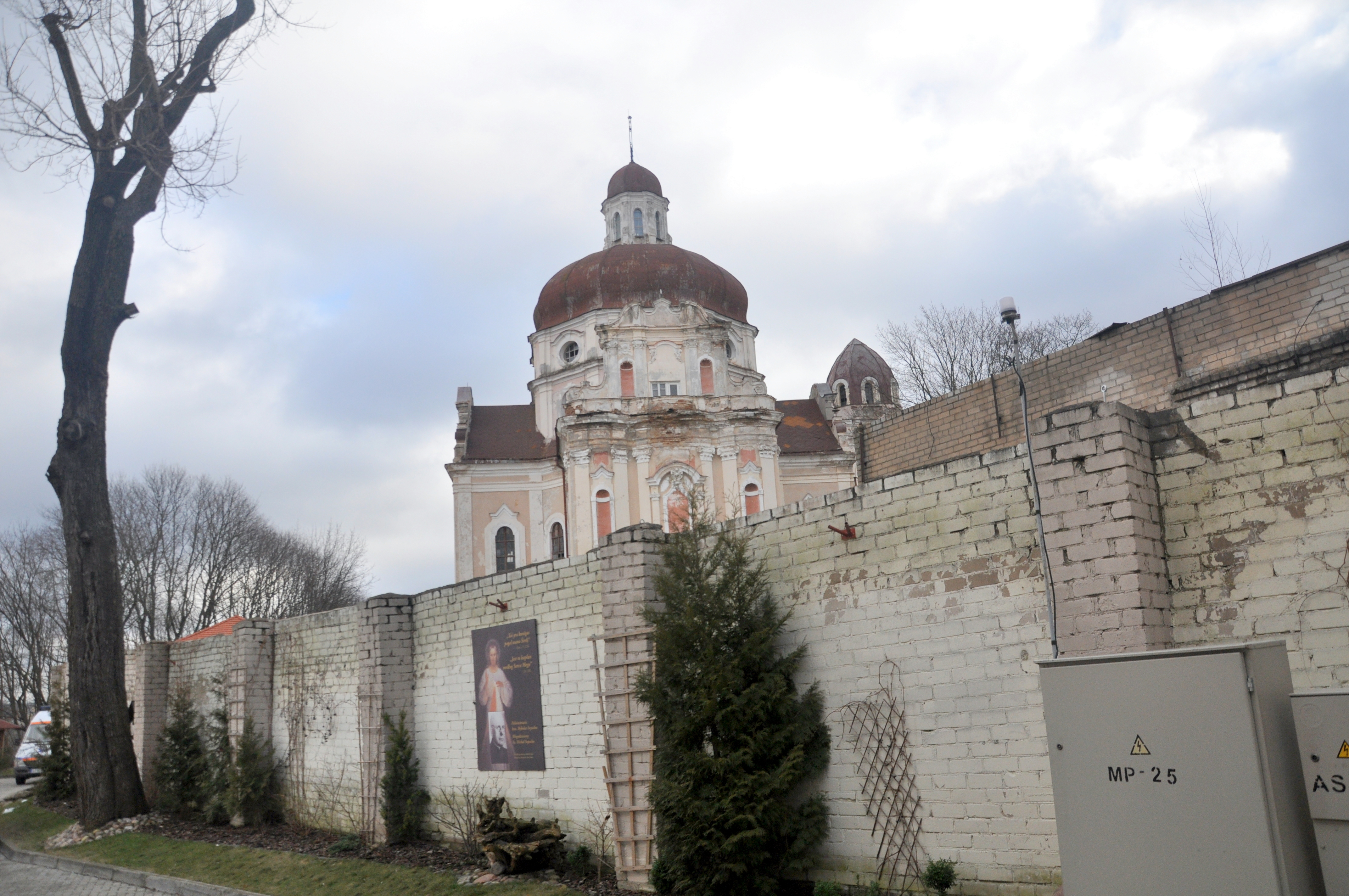
Lateral de la iglesia